# Crush (piosenkarz)
Crush (kor. 크러쉬, ur. 3 maja 1992), właśc. Shin Hyo-seob (kor. 신효섭) – południowokoreański piosenkarz R&B, autor tekstów i producent.

## Kariera
Crush rozpoczął swoją karierę pod skrzydłami wytwórni Amoeba Culture. Zadebiutował 1 kwietnia 2014 roku z singlem "Sometimes". Jednak pierwsze wydawnictwo ukazało się już 7 grudnia 2012 – artysta zaprezentował duet z TakeOne z piosenką "Red Dress". Debiutancki album Crush On You ukazał się 5 czerwca 2014 roku. Razem z Zion.T, Loco, Elo i Gray stworzyli grupę VV:D. Jest też częścią hip-hopowej grupy Fanxy Child z Zico, Deanem, Penomeco, Millicem i Stay Tuned. Podczas procesu tworzenia muzyki towarzyszy mu zespół Band Wonderlust.
W lipcu 2019 roku Crush podpisał kontrakt z wytwórnią PSY'a, P-Nation.

## Dyskografia

### Album studyjny
| Rok  | Dane dot. albumu                                                                                                | Najwyższa pozycja | Sprzedaż     |
| Rok  | Dane dot. albumu                                                                                                | KOR (Gaon)        | Sprzedaż     |
| ---- | --- | ----------------- | ------------ |
| 2014 | Crush on you - Wydany: 5 czerwca 2014 - Wytwórnia: Amoeaba Culture - Format: CD, digital download               | 6                 | - KOR: 3,697 |
| 2019 | From Midnight to Sunrise - Wydany: 5 grudnia 2019 - Wytwórnia: P Nation, Dreamus - Format: CD, digital download |                   |              |

### Minialbumy
| Rok                                            | Dane dot. albumu                                                                                     | Najwyższa pozycja | Najwyższa pozycja | Sprzedaż     |
| Rok                                            | Dane dot. albumu                                                                                     | KOR               | US World          | Sprzedaż     |
| ---------------------------------------------- | --- | ----------------- | ----------------- | ------------ |
| 2016                                           | Interlude - Wydany: 6 maja 2016 - Wytwórnia: Amoeba Culture - Format: CD, Digital download           | 13                | 14                | - KOR: 2193+ |
| 2016                                           | Wonderlust - Wydany: 14 października 2016 - Wytwórnia: Amoeba Culture - Format: CD, digital download | 8                 | –                 | - KOR: 2193+ |
| 2018                                           | Wonderlost - Wydany: 13 czerwca 2018 - Wytwórnia: Amoeba Culture - Format: CD, digital download      | 18                | –                 | - KOR: 3440+ |
| "–" oznacza, że wydawnictwo nie było notowane. | |                   |                   |              |

### Single
| Rok                                            | Tytuł                               | Najwyższa pozycja | Sprzedaż        | Album                               |
| Rok                                            | Tytuł                               | KOR               | Sprzedaż        | Album                               |
| ---------------------------------------------- | ----------------------------------- | ----------------- | --------------- | ----------------------------------- |
| 2012                                           | „Red Dress”                         | –                 |                 | –                                   |
| 2013                                           | „Crush on You”                      | –                 |                 | –                                   |
| 2014                                           | „Sometimes”                         | 8                 | - KOR: 490326+  | Crush on You                        |
| 2014                                           | „Hug Me” (feat. Gaeko)              | 10                | - KOR: 473724+  | Crush on You                        |
| 2014                                           | „Whatever You Do”                   | –                 | - KOR: 115952+  | Crush on You                        |
| 2014                                           | „Sofa”                              | 26                | - KOR: 338947+  | –                                   |
| 2015                                           | „Just” (feat. Zion.T)               | 1                 | - KOR: 1566231+ | Young                               |
| 2015                                           | „Oasis” (feat. Zico)                | 5                 | - KOR: 1167727+ | Oasis                               |
| 2015                                           | „Perhaps that” (feat. Loco)         | 44                | - KOR: 754272+  | Two Yoo Project Sugar Man – Part. 3 |
| 2016                                           | „Don't Forget” (feat. Kim Tae-yeon) | 2                 | - KOR: 1504509+ | –                                   |
| 2016                                           | „9 to 5”                            | 59                | - KOR: 97385+   | Interlude                           |
| 2016                                           | „Woo Ah”                            | 4                 | - KOR: 571012+  | Interlude                           |
| 2016                                           | „Skip” (feat. Han Sang-won)         | 21                | - KOR: 91346+   | –                                   |
| 2016                                           | „Fall”                              | 2                 | - KOR: 745746+  | Wonderlust                          |
| 2017                                           | „Outside” (feat. Beenzino)          | 12                | - KOR: 165530+  | Outside                             |
| 2017                                           | „Be by my side” (내 편이 돼줘)      | 19                | - KOR: 95596+   | –                                   |
| 2018                                           | „Bittersweet"                       | 3                 | b.d.            | Bittersweet                         |
| 2018                                           | „Cereal"                            | 20                | b.d.            | Wonderlost                          |
| 2018                                           | „None"                              | 22                | b.d.            | –                                   |
| 2018                                           | „Lay Your Head on Me"               | –                 | b.d.            | –                                   |
| "–" oznacza, że wydawnictwo nie było notowane. |                                     |                   |                 |                                     |

### Gościnnie
| Rok  | Tytuł                                  | Artysta                                              | Album                   |
| ---- | -------------------------------------- | ---------------------------------------------------- | ----------------------- |
| 2013 | "You Can Stay (kor.) 그대로 있어도 돼" | Supreme Team (feat. Crush)                           | Thanks 4 The Wait       |
| 2013 | "Two Melodies (kor.) 뻔한 멜로디"      | Zion.T (feat. Crush)                                 | Red Light               |
| 2013 | "Blink (kor.) 깜빡 Remix"              | Gray (feat. Crush, Elo, Jinbo)                       | —                       |
| 2013 | "Give It To Me"                        | Crush (feat. Jay Park, Simon Dominic)                | Crush On You            |
| 2013 | "No More (G-Mix)"                      | Dok2 (feat. Crush, Loco)                             | Ruthless, The Album     |
| 2014 | "Shower Later"                         | Gary (feat. Crush)                                   | Mr. Gae                 |
| 2014 | "U&I"                                  | Toy (feat. Crush, Beenzino)                          | 7집 Da Capo             |
| 2015 | "Hold Me Tight (kor.) 감아"            | Loco (feat. Crush)                                   | Locomotive              |
| 2015 | "Hands Up (kor.) 손바닥을 보여줘"      | Loco (feat. Crush)                                   | Locomotive              |
| 2015 | "Mommae (kor.) 몸매 (Remix)"           | Jay Park (feat. Crush, Simon Dominic, Honey Cocaine) | Worldwide               |
| 2015 | "Rainbow"                              | Planet Shiver (feat. Crush)                          | Rainbow                 |
| 2015 | "247"                                  | Junggigo (feat. Crush, Zion.T, Dean)                 | 247                     |
| 2016 | "what2do"                              | Dean (feat. Crush, Jeff Bernat)                      | 130 mood : TRBL         |
| 2016 | "No Sense"                             | Sam Kim (feat. Crush)                                | I am Sam Kim            |
| 2016 | "Let's play house"                     | Hobby (feat. Crush)                                  | Hobby                   |
| 2016 | "Let It Be"                            | C Jamm (feat. Crush)                                 | —                       |
| 2016 | "Corona"                               | Punchnello (feat. Crush)                             | Lime                    |
| 2016 | "Still"                                | Loco (feat. Crush)                                   | Still                   |
| 2016 | "Sometimes"                            | Geeks (feat. Crush, Giriboy)                         | Sometimes               |
| 2016 | "Bermuda Triangle"                     | Zico (feat. Dean and Crush)                          | Television              |
| 2017 | "Laputa"                               | DPR Live (feat. Crush)                               | Coming To You Live      |
| 2017 | "Party (Shut Down)"                    | Sik-K (feat. Crush)                                  | Half EP                 |
| 2017 | "Dongseong-ro"                         | Rhythm Power (feat. Crush)                           | Dongseong-ro            |
| 2018 | "White Noise (kor.) 백색소음"          | Cavalier (feat. Crush, EZRA)                         | Innate                  |
| 2018 | "Your Dog Loves You"                   | Colde (feat. Crush)                                  | Your Dog Loves You      |
| 2018 | "Slip N Slide (kor.) 미끌미끌"         | SOMDEF (feat. Crush)                                 | Some Definition of Love |
| 2018 | "One of Those Nights (kor.) 센척안해"  | Key (feat. Crush)                                    | Face                    |
| 2018 | "Make Up"                              | Sam Kim (feat. Crush)                                | Sun & Moon              |
| 2018 | "Sunshine":                            | Hoody (feat. Crush)                                  | —                       |
| 2018 | "No.5"                                 | Penomeco (feat. Crush)                               | Garden                  |

### Ścieżki dźwiękowe
| Rok  | Tytuł                                               | Najwyższa pozycja | Sprzedaż (Digital) | Album                             |
| Rok  | Tytuł                                               | KOR               | Sprzedaż (Digital) | Album                             |
| ---- | --------------------------------------------------- | ----------------- | ------------------ | --------------------------------- |
| 2014 | "Sleepless Night (kor.) 잠 못드는 밤" (feat. Punch) | 4                 | - KOR: 630589      | Gwaenchanha, sarang-iya OST       |
| 2016 | "Beautiful"                                         | 2                 | - KOR: 2500000+    | Goblin OST                        |
| 2018 | "Stevie Wonderlust"                                 | —                 | —                  | Finding Heroes: Geek Tour Special |

## Narody i nominacje
| Rok  | Nagroda                          | Kategoria                          | Nominowane wydawnictwo              | Wynik     |
| ---- | -------------------------------- | ---------------------------------- | ----------------------------------- | --------- |
| 2015 | 12th Korean Music Awards         | Best R&B & Soul Album              | Crush on You                        | Wygrana   |
| 2015 | 12th Korean Music Awards         | Best R&B & Soul Song               | "Hug Me" (feat. Gaeko)              | Nominacja |
| 2015 | 12th Korean Music Awards         | Rookie of the Year                 |                                     | Nominacja |
| 2015 | 7th Melon Music Awards           | Best R&B / Soul                    | "Oasis" (feat. Zico)                | Nominacja |
| 2015 | 7th Melon Music Awards           | Top 10 Artists                     | —                                   | Nominacja |
| 2015 | 17th Mnet Asian Music Awards     | Best Collaboration                 | "Just" (feat. Zion.T)               | Wygrana   |
| 2016 | 25th Seoul Music Awards          | Bonsang Awards                     | "Just" (feat. Zion.T)               | Nominacja |
| 2016 | 13th Korean Music Awards         | Best R&B & Soul Song               | "Just" (feat. Zion.T)               | Nominacja |
| 2016 | 8th Melon Music Awards           | Best R&B / Soul                    | "Don't Forget" (feat. Kim Tae-yeon) | Nominacja |
| 2016 | 8th Melon Music Awards           | Top 10 Artist                      |                                     | Nominacja |
| 2016 | 18th Mnet Asian Music Awards     | Best Male Artist                   | —                                   | Nominacja |
| 2016 | 18th Mnet Asian Music Awards     | Best Vocal Performance – Male Solo | "Don't Forget" (feat. Kim Tae-yeon) | Wygrana   |
| 2017 | 31st Golden Disc Awards          | Digital Bongsang                   | "Don't Forget" (feat. Kim Tae-yeon) | Nominacja |
| 2017 | 31st Golden Disc Awards          | Best R&B / Soul Award              | Interlude, Wonderlust               | Wygrana   |
| 2017 | 26th Seoul Music Awards          | Bongsang Awards                    | "Don't Forget" (feat. Kim Tae-yeon) | Nominacja |
| 2017 | 6th Gaon Chart Music Awards      | Song of the Year – January         | "Don't Forget" (feat. Kim Tae-yeon) | Nominacja |
| 2017 | 10th Korea Drama Awards          | Best Original Soundtrack           | "Beautiful"                         | Nominacja |
| 2017 | 19th Mnet Asian Music Awards     | Best OST                           | "Beautiful"                         | Nominacja |
| 2017 | 2nd Asia Artist Awards           | Best Icon Awards (Singer Category) | —                                   | Wygrana   |
| 2018 | 2nd Soribada Best K-Music Awards | Best R&B                           | —                                   | Wygrana   |